# Écury-sur-Coole
Écury-sur-Coole  là một xã thuộc tỉnh Marne trong vùng Grand Est đông nam nước Pháp. Xã này nằm ở khu vực có độ cao từ 82-142 mét trên mực nước biển.